# Abberton (Worcestershire)
Abberton – wieś w Anglii, w hrabstwie Worcestershire, w dystrykcie Wychavon. Leży 15 km na wschód od miasta Worcester i 150 km na północny zachód od Londynu. Miejscowość liczy 67 mieszkańców.